# Sulejman Smajić
Sulejman Smajić (Jajce, 13. kolovoza 1984.) bivši je bosanskohercegovački nogometaš.
Ovaj izrazito talentirani nogometaš karijeru je počeo u Iskri iz Bugojna. Godine 2004. primijetio ga je tadašnji trener plemića Franjo Džidić koji ga je doveo u Zrinjski i dao mu šansu da zaigra u prvoj generaciji Zrinjskog koja je osvojila naslov prvaka nogometne Premijer lige BiH. Već tu prvu sezonu Smajić se svidio navijačima koji su bili zadivljeni njegovim igračkim znanjem i brzinom. Navijači mu daju nadimke: "Smajke" i "Antiša". U sezoni 2006./07. Smajićeva igra je doslovce blistala te su najvjerniji navijači Zrinjskog Ultrasi, u toj sezoni Sulejmanu Smajić predali navijački trofej "Filip Šunjić – Pipa". 
Smajić je u zimskom prijelaznom roku sezone 2007./08. trebao početi nastupati za belgijski Anderlecht, no ugovor karijere ipak nije potpisao. Na liječničkim pretragama u Zagrebu ustanovljeni su problemi sa srcem. Ti zdravstveni problemi doveli su u pitanje nastavak karijere Smajketa, koji je hranio cijelu svoju obitelj. Zrinjski se iskazao korektnim i produžio je Smajićev ugovor na još dvije godine. Unatoč bolesti, Sulejman Smajić je bio odlučan te je tako počeo trenirati s ostatkom momčadi. Smajke se potpuno oporavio pred kraj sezone 2007./08. i odigrao je nekoliko prvenstvenih utakmica. 
Dana 4. lipnja 2008., Sulejman Smajić je odigrao zadnju utakmicu u dresu Zrinjskog. Bilo je to finale Kupa Bosne i Hercegovine, u kojem je Zrinjski na kraju boljim izvođenjem jedanaesteraca porazio tuzlansku Slobodu i osvojio Nogometni kup Bosne i Hercegovine, po prvi put u svojoj povijesti.
Nakon zavšetka sezone 2007./08., Smajić je napustio Zrinjski i potpisao ugovor s belgijskim Denderom. Svoju neospornu kvalitetu potvrdio je u belgijskom Denderu. Već nakon nekoliko utakmica tamošnji mediji su počeli pisati da ovog 24-godišnjeg veznjaka prate veliki nizozemski klubovi Ajax i Feyenoord, kao i dva kluba iz španjolske Primere. Dana 7. srpnja 2009. godine je potpisao trogodišnji ugovor s belgijskim prvoligašem Lokerenom.